# Bulbophyllum zaratananae
Bulbophyllum zaratananae är en orkidéart som beskrevs av Rudolf Schlechter. Bulbophyllum zaratananae ingår i släktet Bulbophyllum och familjen orkidéer.
Artens utbredningsområde är Madagaskar.

## Underarter
Arten delas in i följande underarter:
- B. z. disjunctum
- B. z. zaratananae